# Racomitrium crumianum
Racomitrium crumianum är en bladmossart som beskrevs av Allan James Fife 1984. Racomitrium crumianum ingår i släktet raggmossor, och familjen Grimmiaceae. Inga underarter finns listade i Catalogue of Life.